# Acid Bubblegum
Albums de Graham Parker
12 Haunted Episodes
(1995) Deepcut to Nowhere
(2001)
Acid Bubblegum est un album de Graham Parker sorti le 24 septembre 1996 sur le label Razor & Tie.

## Liste des pistes
| No  | Titre                        | Auteur        | Durée |
| --- | ---------------------------- | ------------- | ----- |
| 1.  | Turn It Into Hate            | Graham Parker | 3:19  |
| 2.  | Sharpening Axes              | Parker        | 4:45  |
| 3.  | Get Over It and Move On      | Parker        | 3:23  |
| 4.  | Bubblegum Cancer             | Parker        | 3:36  |
| 5.  | Impenetrable                 | Parker        | 5:20  |
| 6.  | She Never Let Me Down        | Parker        | 3:54  |
| 7.  | Obsessed With Aretha         | Parker        | 3:51  |
| 8.  | Beancounter                  | Parker        | 4:47  |
| 9.  | Girl at the End of the Pier  | Parker        | 4:17  |
| 10. | Baggage                      | Parker        | 3:34  |
| 11. | Milk Train                   | Parker        | 4:17  |
| 12. | Character Assassination      | Parker        | 5:39  |
| 13. | They Got It Wrong (As Usual) | Parker        | 2:53  |